# Пузырь (Marvel Comics)
Пузырь (англ. Blob), настоящее имя — Фредерик Джей Дюкс (англ. Frederick J. Dukes) — персонаж, появляющийся в комиксах издательства Marvel Comics, мутант, обладающий нечеловеческим весом и силой. Был создан Джеком Кирби и Стэном Ли и впервые появился в комиксе Uncanny X-Men vol. 1 #3 в январе 1964 года. Пузырь был членом Братства злых мутантов, однако вскоре покинул его.

## Силы и способности
Пузырь является мутантом с огромной массой множеством способностей, которые заключаются в силе, прочности, выносливости и устойчивости к физическим травмам. Однако, в полной мере его силы еще до конца неизвестны. Толстый слой кожи позволяет ему выдерживать выстрелы, попадание ракет и даже удары когтями Росомахи, хотя если, он приложит достаточно силы и будет наносить их с выгодного ракурса, когти могут разорвать его плоть. В одном случае, концентрированного оптического выстрела, выпущенного Циклопом было достаточно, чтобы пробить дырку в его плече.
Он также может влиять на гравитационное поле вокруг себя, что позволяет ему делать себя практически неподвижным и в этом состоянии его практически невозможно сдвинуть с места. Единственные существа, которые в состоянии сдвинуть Пузыря с места против его воли — это Халк, Джаггернаут, а Колоссу удалось его поднять. Несмотря на его внешний вид, он довольно атлетичный мужчина, который часто ловит своих противников врасплох.
Сверхчеловеческая сила Пузыря значительно возросла за последние годы, что является результатом его постоянной мутации. Главная причина, почему он почти не поддается разрушению заключается в его эпидермисе. Кожа Пузыря не режется, не прокалывается, не может быть отморожена и не подвержена каким-либо заболеваниям кожи. Однако, хотя его тело устойчиво к огню, он уязвим для воздействия горячих элементов. Еще Пузырь является уязвим для атак, которые направлены в его лицо (глаза, нос, рот и уши, которые не имеют такую же защиту, как остальные части его тела).
Пузырь может поднять вес до 90 тонн.

## История
Фред Дьюкс родился в небольшом городке в Техасе. В детстве Фред был обычным ребенком, его необыкновенные способности проявились только в подростковом возрасте. Вскоре после этого Фред почувствовал, что он стал изгоем среди людей. Поэтому он ушел из семьи и стал выступать на карнавале в шоу уродов под именем Пузырь. Здесь его встретил профессор Чарльз Ксавьер. Профессор объяснил молодому человеку, что Фред на самом деле мутант, и предложил ему поступить в Институт для Одарённых Подростков. Однако Пузырь отказался и вернулся на карнавал.
Вскоре он познакомился с Магнето. Пузырю понравились идеи Эрика Леншера о том, что мутанты — высшие существа, которые должны управлять обычными людьми. Вскоре он присоединился к Братству мутантов, став одним из самых сильных террористов на планете. Он старательно исполнял приказы своего босса, не задумываясь о возможных последствиях своих действий. После «гибели» Магнето Пузырь был одним из немногих сторонников Леншера, которые продолжили работать на его детей и не попытались организовать собственные группировки. Несмотря на внешне наплевательское отношение к своему виду, Пузырь сильно комплексовал из-за своей нестандартной внешности. Поэтому одним из самых любимых занятий этого гиганта было общение в интернете, где Пузырь убеждал своих виртуальных друзей в том, что он стройный и красивый.

## Другие версии

### Ultimate Marvel
Во вселенной Ultimate Universe настоящее имя Пузыря — Франклин Дюкс (Franklin Dukes), он участник Братства превосходства мутантов.

## Вне комиксов

### Телевидение
- «Человек-паук и его удивительные друзья» (1981)
- «Прайд из Людей Икс»
- «Люди Икс» (1992)
- «Люди Икс: Эволюция» — Слон является постоянным персонажем в мультсериале «Люди Икс: Эволюция». Его озвучил Майкл Добсон. Он хулиган и одноклассник Людей Икс, а также был влюблён в Джин Грей и ненавидел Скотта Саммерса, пока не примкнул к Братству Мистик. Как и в комиксах, Слон был первым злодеем, кто был готов присоединиться к Людям Икс. Но в конце концов послушался Мистик.
- «Росомаха и Люди Икс»

### Кино
- «Люди Икс 2» — имя Фредерик Дьюкс видно в компьютерном файле, который просматривает Мистик на базе Страйкера.
- «Люди Икс: Начало. Росомаха» (2009) — Кевин Дюранд. Он мутант, обладающий огромной силой и телом, достаточно прочным, чтобы выдержать выстрел из танка в упор и не получить никаких видимых повреждений. Состоял в команде Страйкера вместе с Росомахой, Саблезубом, Уэйдом Уилсоном, Болтом, Агентом Зеро и Джоном Рэйтом. После роспуска команды он стал одним из бойцов в боксёрском клубе Рэйта. Но после у него начались проблемы с гормонами, вследствие чего он стремительно набрал огромный вес. Логан хотел от него узнать о Саблезубом, Страйкере и Острове, но Фред отказался помогать и Логан вступил с ним в поединок. Логан победил и Фред рассказал о том, что с Острова сбежал заключённый Реми Лебо, и Логан с Рэйтом отправились, оставив Фреда в клубе. Впоследствии Саблезубый намекает Рэйту (перед тем как его убить), что убил Фреда.
- В фильме «Люди Икс: Апокалипсис» потерпел поражение на ринге в бою с Архангелом.
- В фильме «Дэдпул и Росомаха» сыгран Майком Уотерсом.[3] Он был частью армии Кассандры Новы и являлся привратником, открывая и закрывая ворота на базу.

### Компьютерные игры
- Пузырь появлялся в компьютерной игре X-Men Legends II: Rise of Apocalypse в локации Genosha, как персонаж, помогающий с уничтожением бомбы.
- Пузырь также появлялся в компьютерной игре X-Men Origins: Wolverine (игра) и появился там в качестве босса.
- Пузырь появился в компьютерной игре Lego Marvel Super Heroes присутствует на одном из уровней, а также как играбельный персонаж.